# Roger De Wilde
Roger De Wilde (Gand, 5 aprile 1940 – Gand, 26 dicembre 2019) è stato un pallanuotista belga, che ha disputato le Olimpiadi di Roma 1960 e di Tokyo 1964, gareggiando nel torneo di pallanuoto.